# Bình Hưng (phường)
Bình Hưng là một phường thuộc thành phố Phan Thiết, tỉnh Bình Thuận, Việt Nam.

## Địa lý
Phường Bình Hưng có diện tích 1,59 km², dân số năm 2022 là 22.834 người, mật độ dân số đạt 14.361 người/km².

## Lịch sử
Ngày 19 tháng 12 năm 2019, HĐND tỉnh Bình Thuận ban hành Nghị quyết 96/NQ-HĐND về việc sáp nhập khu phố 7 vào khu phố 6.
Ngày 24 tháng 10 năm 2024, Ủy ban Thường vụ Quốc hội ban hành Nghị quyết số 1253/NQ-UBTVQH15 về việc sắp xếp đơn vị hành chính cấp xã của tỉnh Bình Thuận giai đoạn 2023 – 2025 (nghị quyết có hiệu lực từ ngày 1 tháng 12 năm 2024). Theo đó, sáp nhập toàn bộ 0,81 km² diện tích tự nhiên, quy mô dân số là 11.319 người của phường Hưng Long vào phường Bình Hưng.
Phường Bình Hưng có 1,59 km² diện tích tự nhiên và quy mô dân số là 22.834 người.